# Fiddle About
«Fiddle About» es una canción del grupo británico The Who, publicada en el álbum de estudio Tommy (1969). La canción fue compuesta por John Entwistle y aparece como el decimosegundo tema de la primera ópera rock del grupo, Tommy, estrenada en 1969. En la canción, que sigue a la discusión de los padres de Tommy sobre si dejar o no a su hijo con su tío Ernie en la canción «Do You Think It's Alright?», Tommy sufre abusos sexuales de Ernie.
«Fiddle About» y «Cousin Kevin» fueron las únicas canciones de Tommy compuestas por Entwistle. Cuando se le preguntó por qué había compuesto las canciones, el músico contestó: «Pete Townshend dijo que había dos personajes que pensaba que no podía trabajar tan bien como yo en la descripción. Uno era un tío homosexual y el otro un primo cruel, que se supone eran dos de las experiencias traumáticas de Tommy, eso y The Acid Queen. Lo encontré tan fácil que había escrito "Fiddle About", con el personaje del tío Ernie, y en el momento volví a la habitación. Si tenía un tema, una idea para la canción, solía salir inmediatamente».
La canción fue interpretada en directo por el grupo durante la gira de promoción de Tommy entre 1969 y 1970, con Entwistle como vocalista principal. Volvió a la lista de canciones en la gira de 1975, pero esta vez con Keith Moon en la voz. La canción fue también interpretada en 1989. Otras interpretaciones en directo pueden escucharse en Live at Leeds, Join Together, Live at the Isle of Wight Festival 1970 y At Kilburn 1977 + Live at the Coliseum.